# Yeat
Ноа Олівер Сміт (англ. Noah Olivier Smith, нар. 26 лютого 2000), професійно відомий як Yeat (іноді стилізований як YËAT [ˈjiːt] YEET), — американський репер, співак, автор пісень та продюсер. Отримав визнання в середині 2021 року після випуску свого мікстейпу 4L і дебютного студійного альбому Up 2 Më з треками із останнього, зокрема «Gët Busy», «Turban», «Twizzy Rich» і «Monëy So Big», набирає популярності в TikTok. У 2022 році випустив другий студійний альбом 2 Alivë та мініальбом Lyfë.

## Раннє життя
Ноа Сміт народився 26 лютого 2000 року в Ірвайні, Каліфорнія. Мати Сміта — румунка, а батько — американець мексиканського походження. Бабуся Сміта по батьковій лінії — мексиканка з Тіхуани, а його дідусь по батьковій лінії — білий американець. Його батько був музикантом і грав на багатьох інструментах. Сміт виріс у Портленді, згодом жив у Лейк-Освего і відвідував середню школу Лейкрідж. Після закінчення університету переїхав до Нью-Йорка, щоб продовжити музичну кар'єру, потім переїхав до Лос-Анджелеса, де зараз живе.

## Кар'єра

### 2015—2021: Початок кар'єри
Yeat почав кар'єру в 2015 році, спочатку створюючи музику під ім'ям Lil Yeat. 30 червня 2018 року вперше виступив на публіці під своїм нинішнім псевдонімом, представивши трек під назвою «Brink» на YouTube-каналі Elevator. Сміт заявив, що придумав ім'я Yeat перебуваючи під наркотичним впливом. Його сценічний псевдонім був описаний як комбінація «yeet» і «heat». Yeat згадав, як вживання ЛСД допомогло йому продовжити музичну кар'єру. 20 вересня 2018 року він випустив свій перший мікстейп Deep Blue Strips. 21 лютого 2019 року на Elevator відбулася прем'єра кліпу на трек «Stay Up».

### 2021—2022: Вірусний успіх,Up 2 Më,2 Alivë, Lyfë
У 2021 році Yeat досяг вірусного успіху в інтернеті через TikTok. Музика Оліера почала набирати популярності в інтернеті після його мікстейпу 4L, який вийшов 11 червня 2021 року. Зокрема, проект 4L включав «Sorry Bout That» і «Money Twërk».
У серпні вийшов мініальбом Trëndi, який отримав успіх із «Mad Bout That» і «Fukit». Також у серпні фрагмент його пісні «Gët Busy» став вірусним в інтернеті, привернувши значну увагу ЗМІ та шанувальників. Пісня була особливо цитована ЗМІ за фразу: «ця пісня вже була повернута, але ось дзвін», за якою відразу ж пролунав дзвін церковних дзвонів (які часто входять до його пісень). Інші репери Дрейк і Ліл Яхті також посилалися на цю фразу.
10 вересня Yeat випустив альбом Up 2 Më за угодою з Interscope Records. Альбом був загалом позитивно сприйнятий музичними рецензентами. Після завершення цієї угоди Yeat виконав обіцянку, яку дав Zack Bia, підписавши контракт із Field Trip Recordings та Listen To The Kids Конора Амброуза в рамках спільного підприємства з Geffen Records та Interscope Records.
22 січня 2022 року Up 2 Më дебютував у Billboard 200, досягнувши 183 місця. Також у січні Yeat оголосив про вихід наступного альбому 2 Alivë у середині лютого. Його пісня «U Could Tëll» була представлена в епізоді Euphoria «You Who Cannot See, Think of Those Who Can», прем'єра якого відбулася в лютому.
11 лютого вийшов сингл «Still Countin» разом із музичним кліпом, знятим Коулом Беннетом. 18 лютого Yeat випустив свій дебютний альбом 2 Alivë на Geffen Records, Interscope Records, Field Trip Recordings, Listen To The Kids і Twizzy Rich. Він дебютував під номером 6 у Billboard 200 із приблизно 36 000 проданих одиниць, що стало його найвищим проектом у чартах. 1 квітня вийшла розширена версія альбому 2 Alivë під назвою 2 Alivë (Geëk Pack). 29 квітня вийшов сингл з Internet Money Records під назвою «No Handoutz».
Yeat також записав пісню для трейлера фільму «Посіпаки: Становлення лиходія», створеного Lyrical Lemonade. «Rich Minion» вийшов 28 червня. Пісню незабаром асоціювали з «GentleMinions», інтернет-мемом , у якому люди, одягнені у офіційний одяг, дивляться фільм.
2 вересня Yeat випустив «Talk», сингл зі свого мініальбому Lyfë, який вийшов через тиждень, 9 вересня.

### 2023—2024: Подальший успіх, Afterlyfe та 2093
24 лютого 2023 був випущений альбом Afterlyfe, сіквел до Lyfe. Після альбому у кінці 2023 року вийшли треки bigger thën everything та Wtf they on, останній — ексклюзив SoundCloud.
16 лютого 2024 вийшов четвертий студійний альбом Олівера, «2093», альбом з нехарактерним для репера футуристичним стилем. Альбом мав чотири частини, або «фази» — P1, початковий реліз; P2, що вийшов 17 лютого і мав два нових трека, As We Speak (feat.Drake) і Never quit; і P3, доступний тільки у США, який можна придбати на його  сайті. «2093» дебютував на другому місці чарту Billboard 200 з 70 000 альбомних еквівалентів, що стало новим рекордом для Їта. «2093» зайняв #1 альбом у Apple Music Top Albums і #3 у Spotify Top Albums Global, а також #1 у Spotify Ukraine.

## Музичний стиль
Yeat почав створювати музику, у якій вокал був наповнений Auto-Tune. У 2021 році він прийняв більш агресивний і заснований на синтезаторі звук, приєднавшись до зростаючої групи реперів, які використовували «рейдж біти», звук, який став основним продуктом SoundCloud під впливом і піонером завдяки жвавому вокалу та добірці ритмів виконавців під впливом EDM наприклад Playboi Carti, SoFaygo та Ken Carson. Його вокальний стиль можна порівняти з такими відомими реперами, як Playboi Carti, Future і Young Thug. Їт заявив, що останні два є одними з його найбільших джерел натхнення. Фірмовий вокальний пресет Yeat заснований на вокальному ланцюжку, наданому йому частим співавтором і колегою-музикантом Вейландом, який одного разу дав Ноа вокальний ланцюжок для запису, який базувався на вокальних ефектах, які Вейланд використовував для запису своєї власної музики.
Також було відзначено, що Yeat використовує унікальний жаргон у своїй музиці, придумуючи ад ліби та фрази, такі як «twizzy», «krunk» і «luh geeky», і часто посилається на Tonka у своїх текстах. Його батько був одним із джерел натхнення для його створення цих унікальних слів, оскільки він сам складав свої власні слова, коли Сміт був дитиною.
Певні аспекти музики Сміта змусили його асоціюватися з різними інтернет-мемами та тенденціями, особливо часте використання звуків дзвоників у ритмах його пісні.

## Дискографія
- Deep Blue Strips (2018)
- Wake Up Call (2019)
- Different Creature (2019)
- I'm So Me (2020)
- We Us (2020)
- Alive (2021)
- 4L (2021)
- Trendi (2021)
- Up 2 Me (2021)
- 2 Alive (2022)
- Lyfe (2022)
- Afterlyfe (2023)
- 2093 (2024)
- Lyfestyle (2024)